# Archie Bell & the Drells
Archie Bell & the Drells var en vokal musikgrupp som bilades i Houston, Texas, USA år 1966. Gruppen som framförde soulmusik bestod av Archie Bell, Billy Butler, James Wise och Willy Parnell. Gruppen upptäcktes då de uppträdde på talangtävlingar av diskjockeyn Skipper Lee Frazier som blev deras manager och skaffade skivkontrakt åt gruppen. Archie Bell blev inkallad för militärtjänstegöring 1967 men hann spela in låtarna "Dog Eat Dog" och "Tighten Up" innan dess. De gavs ut på singel med "Tighten Up" som b-sida, men efter att den låten börjat spelas på regional radio i Texas och blivit en lokal hit plockades gruppen upp av stora bolaget Atlantic Records. Låten blev en stor succé och nådde #1 på Billboard Hot 100 1968, samtidigt som Bell själv befann sig i Vietnam. Han fick dock tillstånd att lämna armén och gruppen följde upp "Tighten Up" med singlarna "I Can't Stop Dancing" och "Do the Cho-Cho". Den först nämnda nådde #9 på Billboard Hot 100. Lee Bell som var bror till Archie hade då ersatt Butler. Efter singeln "(There's Gonna Be) a Showdown" 1969 var dock gruppens storhetstid över i USA och kontraktet hos Atlantic bröts 1970. 
De fortsatte på bolaget Philadelphia International under 1970-talet och hade hyfsad framgång på Billboards disco och R&B-listor, och lyckades få hitsinglar i Storbritannien med låtarna "Here I Go Again" (1972) och "Soul City Walk" (1976). Under 1970-talets sista år hade de helt gått över till att framföra discomusik, men framgångarna uteblev dock och gruppen upplöstes slutligen 1980. Archie Bell kom under de kommande åren att uppträda igen under gruppnamnet men med andra medlemmar än de ursprungliga.

## Diskografi, album
- Tighten Up (1968)
- I Can't Stop Dancing (1968)
- There's Gonna Be a Showdown (1969)
- Dance Your Troubles Away (1976)
- Hard Not to Like It (1977)
- Strategy (1979)